# Svetnik
Svetník, ženska oblika svetníca, je oseba, ki jo je Rimskokatoliška cerkev, razglasila za svetnika zaradi izrednih vrlin in svetosti. Danes je lahko oseba za svetnika razglašena šele po smrti. 
Svetnik, razglašen v postopku kanonizacije je lahko češčen na globalni ravni, za razliko od svetih oseb, 
razglašenih za blažene, ki so lahko češčeni na ravni lokalne Cerkve, za katero so bili zaslužni.  

## Zgodovina
Mnogo poganskih božanstev je bilo zaradi ljudstvom lažjega sprejemanja spremenjenih oz. zamenjanih s svetniki, ki so imeli podobne, pogosto tudi iste lastnosti kot zamenjano božanstvo.

## Svetniki v drugih religijah
Tudi v drugih verstvih poznajo ljudi, ki bi pomensko lahko ustrezale krščanskim svetnikom, običajno gre za pravične ljudi, močno povezane z Bogom. 